# Lola Danhaive
Lola Danhaive (Moeskroen, 4 oktober 1982) is een Belgisch hockeyspeelster. 

## Levensloop
Ze speelt voor Royal Pingouin HC te Nijvel als verdediger. 
Met de Belgische vrouwenhockeyploeg plaatste ze zich voor de Olympische Zomerspelen 2012. 
Danhaive studeerde aan de Université libre de Bruxelles.